# (609) Fulvia
(609) Fulvia es un asteroide perteneciente al cinturón de asteroides descubierto el 24 de septiembre de 1906 por Maximilian Franz Wolf desde el observatorio de Heidelberg-Königstuhl, Alemania.
Está nombrado en honor de Fulvia (77 a. C.-40 a. C.), esposa de Marco Antonio.